# Strumenti d'illuminazione tradizionali del Giappone

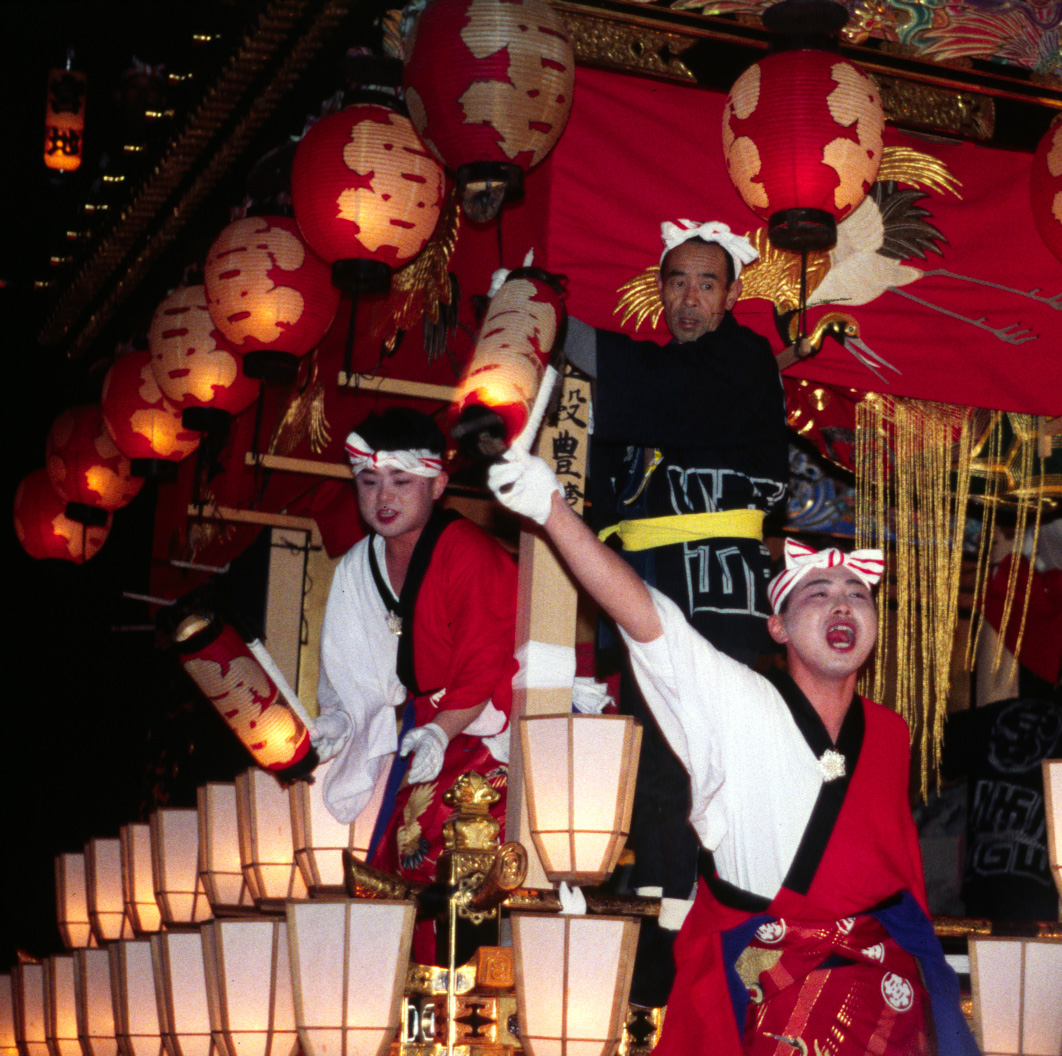
Carro allegorico al festival notturno di Chichibu illuminato da tre diversi tipi di lampade

Gli strumenti d'illuminazione tradizionali giapponesi includono l'andon (行灯?), il chōchin (提灯?) e il tōrō (灯篭?).

## Andon
L'andon è una lampada costituita da un telaio di bambù, legno o metallo su cui viene teso un foglio di carta di riso per proteggere la fiamma dal vento. Il combustibile, conservato in un recipiente di pietra o ceramica con uno stoppino di cotone, è solitamente costituito da olio di colza o dal più economico olio di sarde. In certi casi sono usate anche candele ma il loro prezzo elevato ne ha ridotto la diffusione. 
Particolarmente diffuso durante il periodo Edo, ne esistevano varie versioni, spesso differenziate l'una dall'altra esclusivamente per l'utilizzo che se ne faceva:
- Se le lanterne erano quadrate erano dette kakugata andon (角形行灯?) o shikaku andon (四角行灯?).
  - L'oki andon (置行灯?) era la comune versione da interni e solitamente presentava un piccolo piedistallo per la luce e, in alcuni casi, un cassettino alla base per contenere stoppini di ricambio. Sul lato superiore presentava inoltre una maniglia che consentiva di trasportarlo comodamente.
    - La zashiki andon (座敷行灯?) era la versione da salotto. Consistrva in un semplice cubo con base di legno e lati di carta e veniva appoggiata a terra.
      - L'ariake andon (有明行灯?) era invece chiamata la versione "da comodino". La lampada era inserita dentro una struttura di legno, con pannelli laterali incisi con fori più o meno grandi (spesso a forma di mezzaluna e luna piena), in modo da regolare l'intensità della luce.[1]

    - La tsuri andon (釣行灯?) era un lampadario di forma emisferica da appendere al soffitto. La luce era appesa sotto la lampada.

  - La kake andon (掛行灯?) era la versione da esterno appesa.
    - Kodo andon (門行灯?) è il nome di una lanterna esposta vicino a una porta recante informazioni riguardo alla casa o al negozio, quali ad esempio il proprietario o l'indirizzo.
      - Le miseaki andon (店先行灯?) segnavano l'ingresso dei negozi e recavano il nome del proprietario dipinto sulla parte di carta, erano quindi un tipo molto comune nelle città.
      - Quando la lanterna indicava il nome dell'attività era invece detta noki andon (軒行灯?).

  - Le e andon (絵行灯?) sono lanterne dipinte decorative che si aprono sulla parte superiore.
    - Le juguchi andon (地口行灯?) sono lanterne dipinte con creature mostruose appese durante i festival.
      - Le jizō andon (地蔵行灯?) sono le lampade dipinte per il Jizo Festival (地蔵盆?, jizōbon).

  - Tsuji andon (辻行灯?) era invece il nome di un tipo di lanterna, in cima a una struttura di legno, usata per l'illuminazione esterna durante il periodo Edo. 
    - Quando la lanterna era in cima a un palo era detta tasoya andon (誰哉行灯?).[2] Questo era un tipo di lanterna tipico dei quartieri a luci rosse.[3]

  - Le dozō andon (土蔵行灯?) sono lanterne con una struttura metallica a sostegno.
    - Kin andon (金行灯?) erano dette le lanterne con una rete metallica a protezione della carta.
      - In una ami andon (網行灯?) la carta è assente e viene sostituita dalla rete metallica.

  - Le mizu andon (水行灯?) sono lanterne galleggianti.
  - Le tesage andon (手提行灯?) sono andon tipo borsetta.
- Un'altra versione era l'enshū andon (遠州行灯?), o marugata andon (丸形行灯?), che sembra risalire al tardo periodo Azuchi-Momoyama. Aveva forma cilindrica con un'apertura su un lato.
  - Una kago andon (籠行灯?) è una lanterna rotonda protetta da un intreccio di bambù.

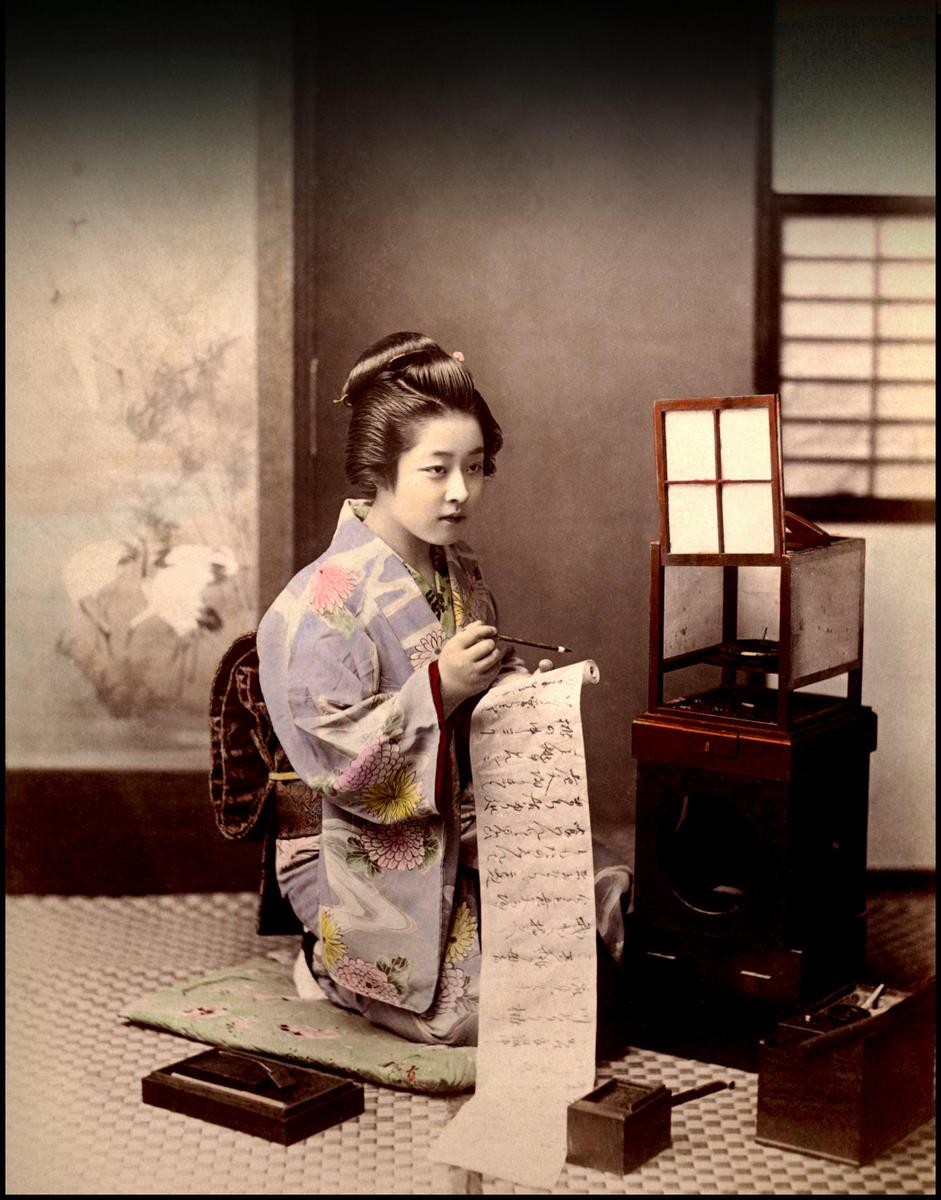
Il bonbori (ぼんぼり?) è una versione di andon piccola a sezione esagonale, normalmente utilizzata nelle festività.[4] Può essere messa in cima a un piolo o pendere da un filo. Famoso è il Bonbori Matsuri (ぼんぼり祭り?), un festival tenuto annualmente al santuario Tsurugaoka Hachiman-gū di Kamakura, Kanagawa. Gli artisti dipingono all'incirca quattrocento bonbori, eretti per l'occasione sul suolo del santuario.[5]  - Donna con una lampada andon aperta, in una foto di Kinbei Kusakabe
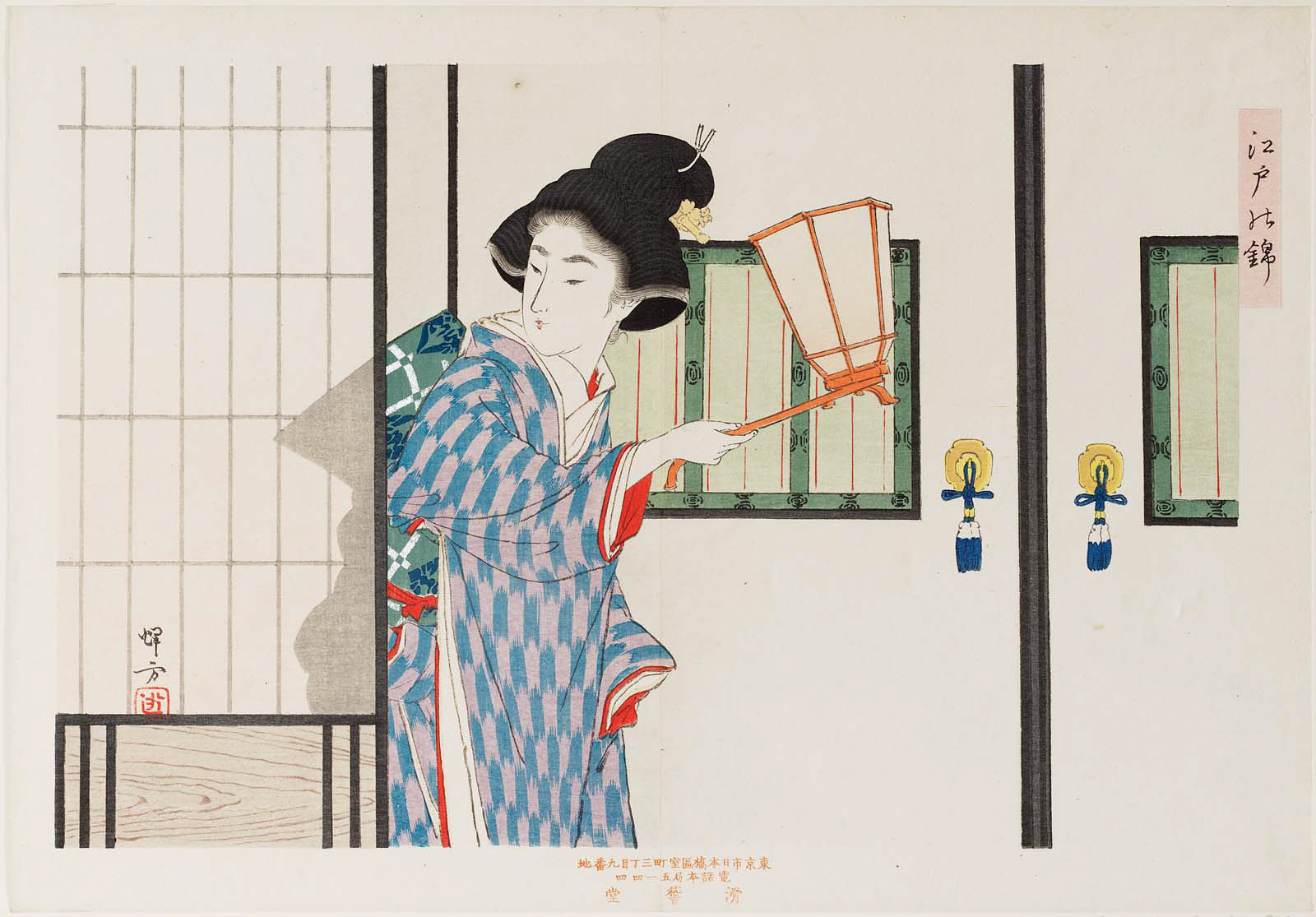
Nishiki-e raffigurante una donna con una lanterna andon (ca. 1910)
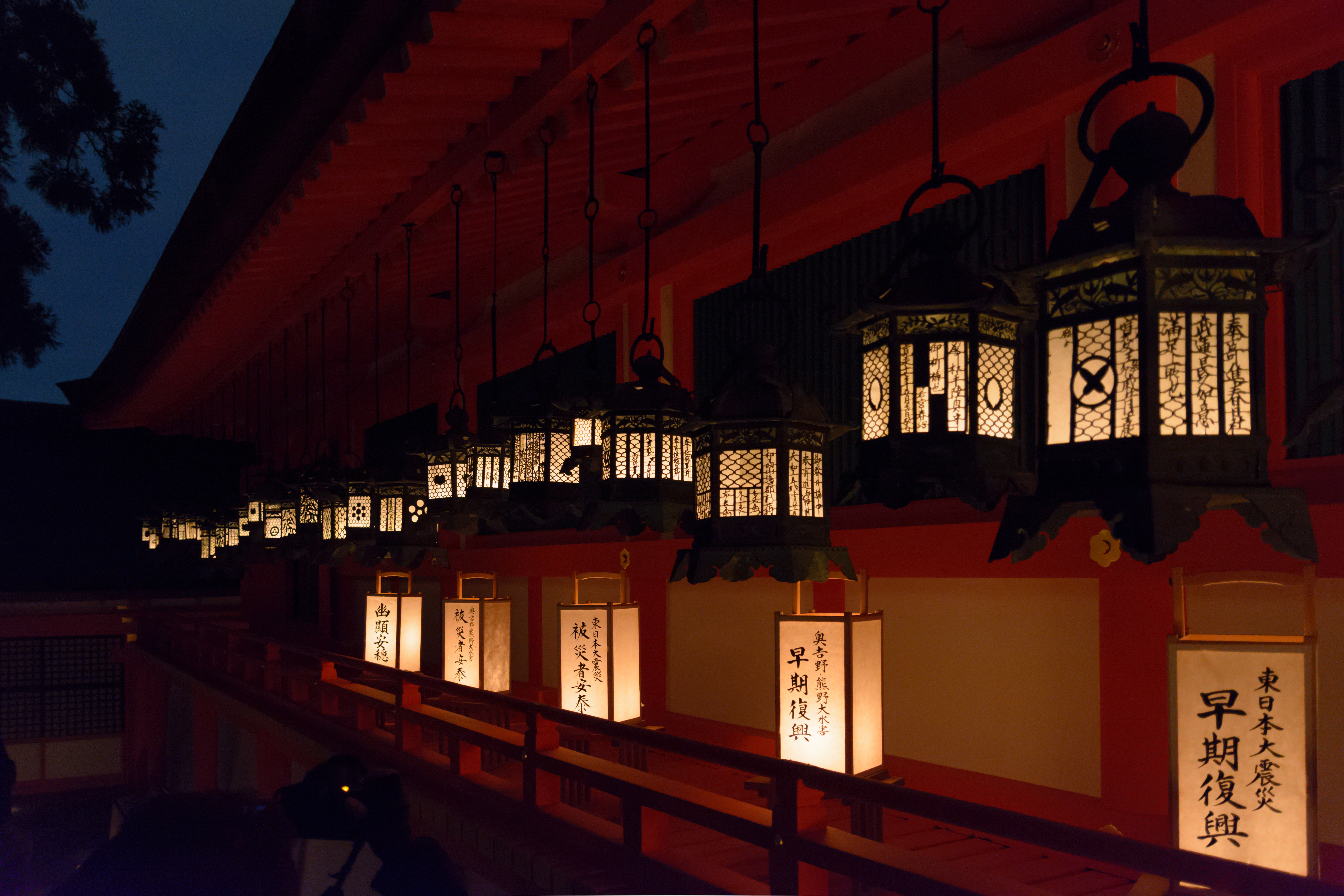
Andon accese durante il festival Setsubun Mantoro al santuario Kasuga
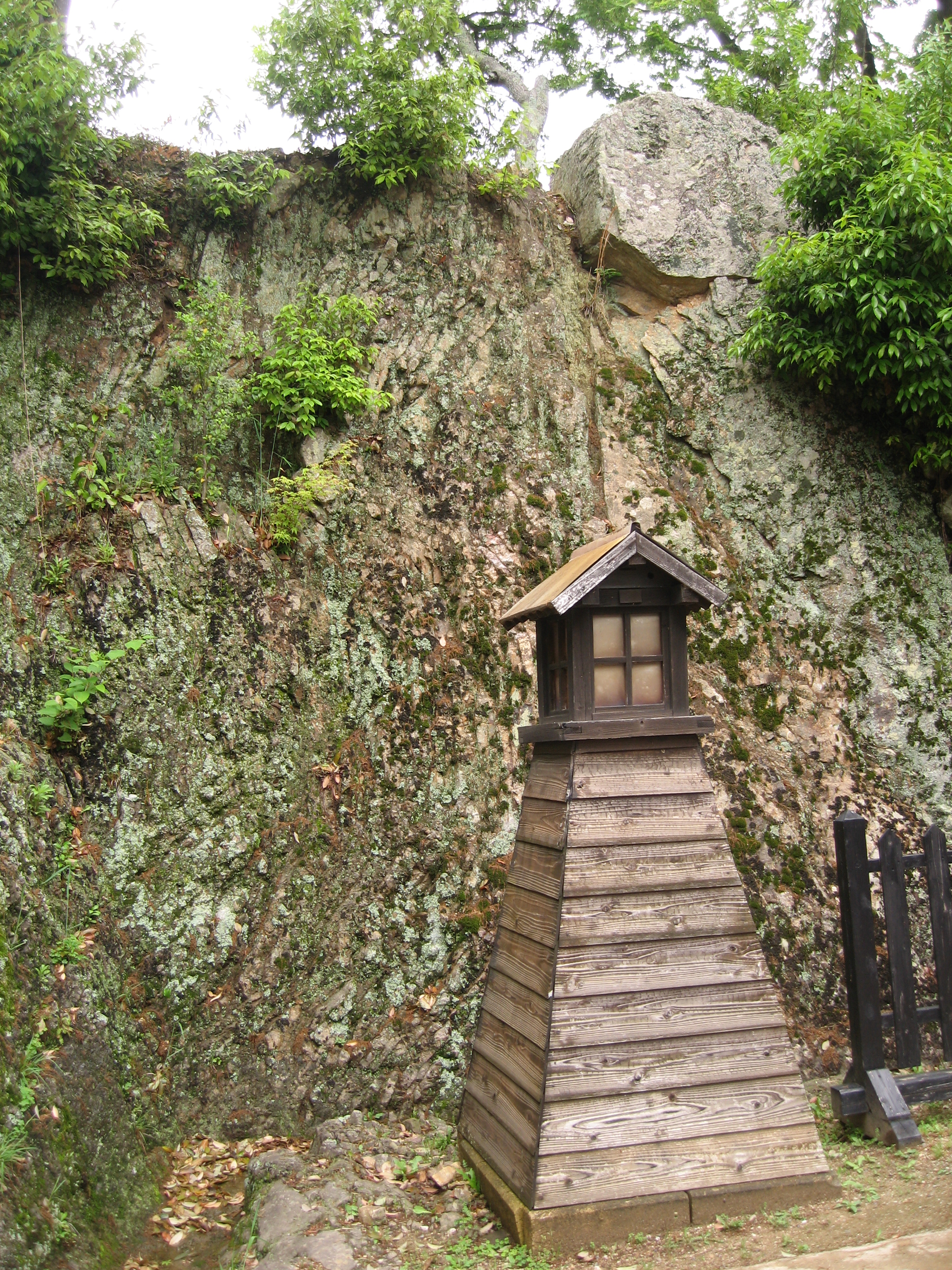
Tsuji andon nei pressi del castello di Hikone
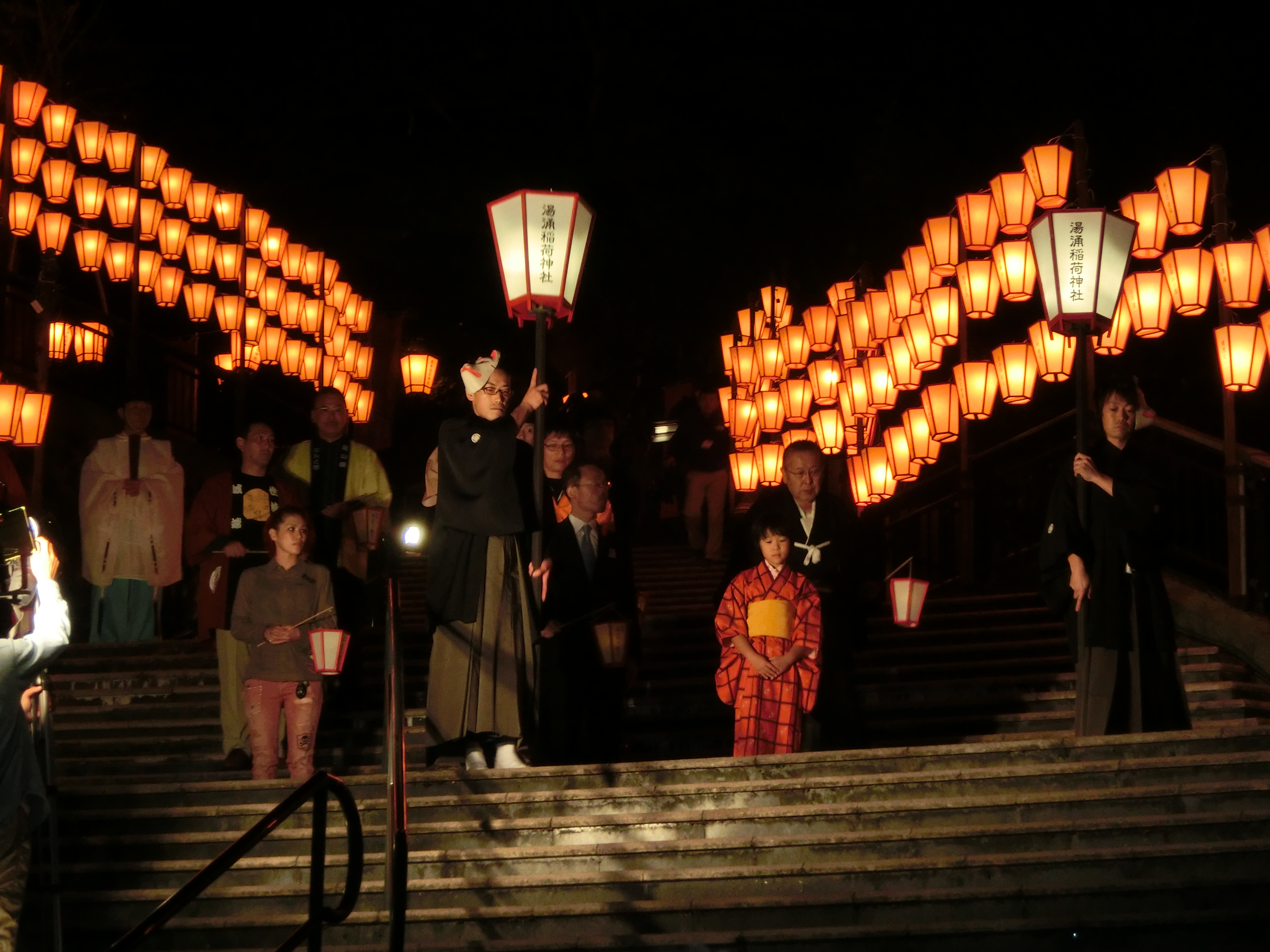
Lanterne bonbori al festival Yuwaku bonbori matsuri nei pressi di Kanazawa (2012)
  - Nishiki-e raffigurante una donna con una lanterna andon (ca. 1910)
  - Andon accese durante il festival Setsubun Mantoro al santuario Kasuga
  - Tsuji andon nei pressi del castello di Hikone
  - Lanterne bonbori al festival Yuwaku bonbori matsuri nei pressi di Kanazawa (2012)
Il termine andon ricorre anche nell'espressione popolare hiru andon (昼行灯?) ("lanterna da giorno"), comunemente usata per indicare qualcuno o qualcosa che sembra non avere alcuna utilità.[6]

## Chōchin

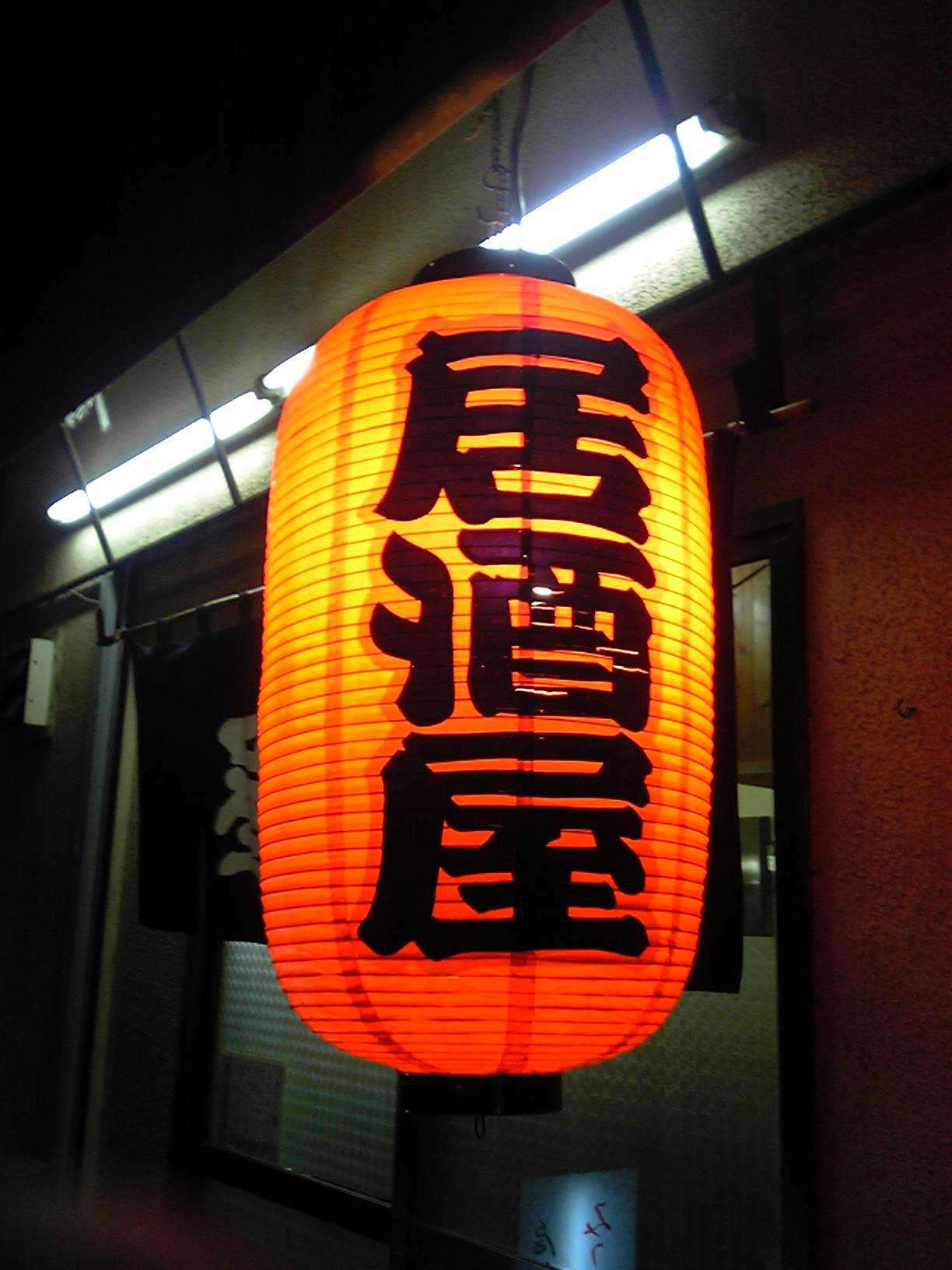
Una tradizionale lampada Akachōchin all'esterno di un izakaya

Il chōchin è una lampada costituita da un telaio di bambù spezzato, su cui viene teso un foglio di carta di riso o della seta per proteggere la fiamma dal vento. La struttura a spirale del telaio permette alla lampada di "collassare", così da occupare meno spazio quando non viene utilizzata. In cima presenta un gancio che le permette di essere appeso al soffitto o ad una tettoia. Le prime notizie di un suo uso risalgono al 1085 mentre la più antica illustrazione che lo raffigura è datata 1536. 
Nel Giappone moderno i chōchin, costruiti in plastica e con una lampadina a far luce, sono ancora prodotti come souvenir, per eventi particolari e per fiere come i matsuri.
Come per le andon, esistono vari tipi di chōchin:
- Una hako chōchin (筥提灯?) è una lanterna cilindrica da trasportare in mano, chiusa quando non serve.
  - Le yakko chōchin (奴提灯?) sono lanterne cilindriche con base e coperchio metallici abbastanza grandi da poter contenere la lanterna chiusa. Spesso c'era una maniglia sul coperchio per facilitarne il trasporto. Era usata dai servitori dei samurai per illuminargli i piedi.
  - Le odawara chōchin (小田原提灯?) sono lanterne ancora più piccole e leggere, che utilizzano lo stesso meccanismo delle yakko. Erano usate esclusivamente dai viaggiatori.
- Le bura chōchin (ぶら提灯?) sono lanterne sferiche appese a un bastone e usate dai viaggiatori.
  - Le  hōzuki chōchin (酸漿提灯?) sono piccole lanterne rotonde coperte di carta rossa usate per le feste.
- Una koshi chōchin (腰提灯?) era una lanterna da viaggio con un lungo manico che poteva essere infilato nella cintura.
  - Le umanori chōchin (馬乗提灯?) sono lanterne usate dai samurai mentre cavalcavano. potevano essere legate alla cintura, alla sella o ad altre parti di armature e vestiario.
    - La bajō chōchin (馬上提灯?) sono lanterne da infilare nella cintura mentre si cavalcava. Questo tipo di lanterna ha sempre forma sferica.
- Le yumihari chōchin (弓張提灯?) sono lanterne legate alle estremità ad un arco di bambù, che funge da ammortizzatore permettendo alla lanterna di "molleggiare".
  - Le temaru chōchin (手丸提灯?) sono yumihari chōchin di forma sferica.
- Le shirahari chōchin (白張提灯?) sono lanterne completamente bianche.
- L'akachōchin (赤提灯?), una lanterna rossa, è il segno distintivo di un izakaya, il tipico bar o ristorante giapponese.
- Le date chōchin (伊達提灯?) sono lanterne decorate.
  - Le e chōchin (絵提灯?) sono lanterne dipinte.
    - Una edotegaki chōchin (江戸手描提灯?) è una lanterna dipinta a mano risalente al periodo Edo.
    - Le tsuri chōchin (吊提灯?) sono lanterne legate dall'estremità superiore ad un archetto di metallo per mezzo delle quali sono appese all'esterno delle case. Sotto queste lanterne e ai lati dell'archetto sono appese delle nappe.
      - Le gifu chōchin (岐阜提灯?) sono lanterne appese di forma ovoidale usate solo in estate.
- Le takabari chōchin (高張提灯?) sono lanterne fermate alla base e sul coperchio per mezzo di staffe attaccate a una canna di bambù. Sono spesso usate ai funerali.
- Il gandō chōchin (強盗提灯?) è un faro composto da una candela inserita in una semisfera o in un tronco di cono specchiato, che ne amplifica e dirige la luce. Veniva usato per le rapine notturne perché non illuminava il volto dell'aggressore permettendogli comunque di vedere cosa aveva davanti. La candela era sostenuta da una specie di giroscopio.[7]

## Tōrō

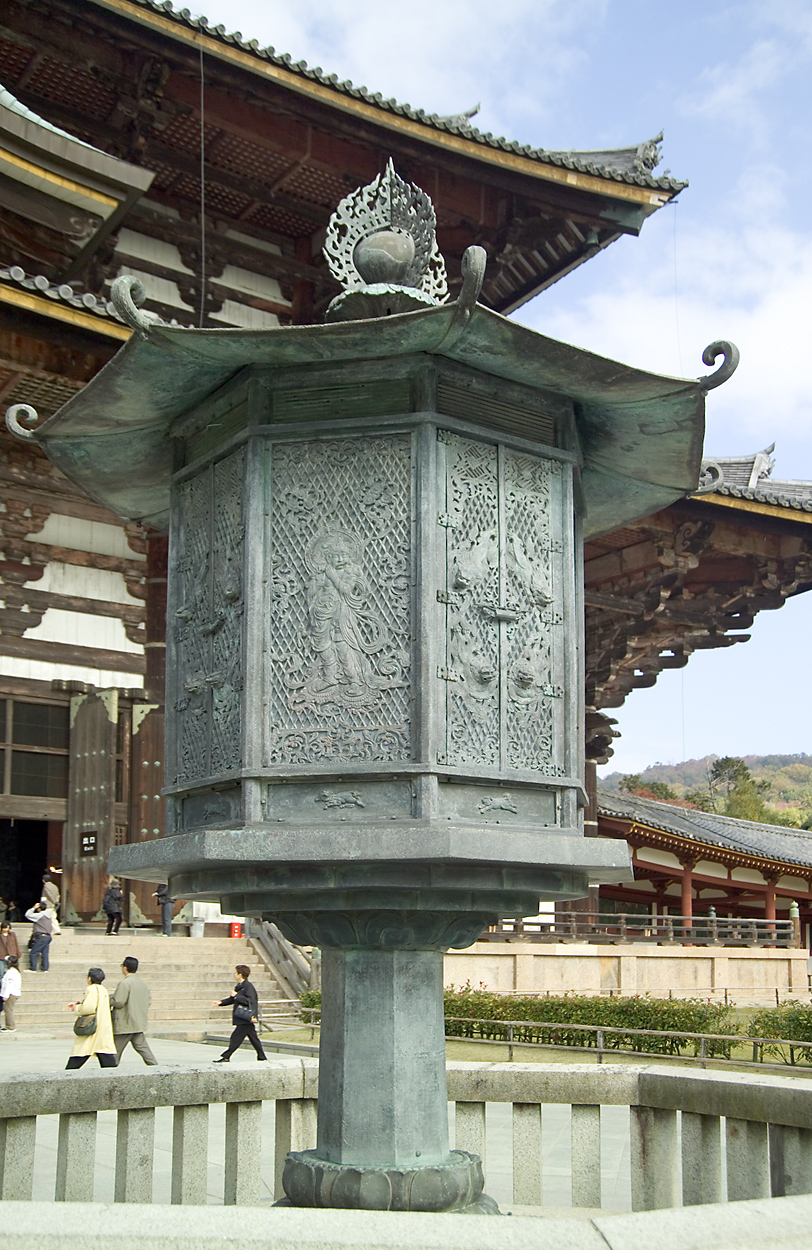
Tōrō di bronzo del Tōdai-ji di Nara

Originariamente usato per indicare ogni genere di lampada, il termine tōrō ha progressivamente assunto il significato specifico di indicare le sole lampade in pietra, bronzo, ferro, legno o qualsiasi altro materiale pesante.
Il loro tipico utilizzo è quello di illuminare le aree all'aperto dei templi buddisti, dei Jinja (神社? i santuari shintoisti) e dei giardini giapponesi in stile tradizionale.
Originariamente alimentati ad olio o con candele, i tōrō moderni forniscono illuminazione tramite comuni lampadine.